# Ейжа Карера
Ейжа Карера (на английски: Asia Carrera, родена Джесика Андрея Щайнхаузер Jessica Andrea Steinhauser) е бивша порнографска актриса.

## Музикално минало и образование
Ейжа е родена на 6 август, 1973 в Ню Йорк Сити от майка германка и баща японец. Като дете учи пиано и преди да навърши 15 години свири два пъти в Карнеги Хол. На 16-годишна възраст бяга поради нежелание да спазва строгата дисциплина, на която е подложена у дома. Скоро след това печели стипендия за Университета Рутгърс. Както тя твърди обаче основната причина да кандидатсва в университет е че няма къде да живее, а стипендията покрива разходите за общежитие. Един от най-любопитните факти е, че Ейжа Карера е член на МЕНСА (дружество на хора с висок коефициент на интелигентност в света).

## Порнографска кариера
Поради силното си желание да не се прибира обратно при родителите си, както и нуждата от по-голяма финансова стабилност, започва работа като танцьорка в go-go барове в Ню Джърси.
След това постепенно насочва вниманието си към порно индустрията, като отначало е фотомодел за еротични списания от източния бряг на САЩ. През 1993 прави първия си пробен порно филм. Впоследствие се преселва в Калифорния и започва да участва в порно филми. Ейжа обявява своето оттегляне в края на 2003 г.
В Калифорния Ейжа сключва договор с порно студиото „Вивид“ и участва в мнозинството от филмите произведени от това студио през 1995 година. За разлика от колежките си в порно бизнеса, Ейжа е изключително срамежлива и контактите ѝ с почитатели са много изтощителни за нея, но били задължение според договора ѝ с „Вивид“. Пак поради срамежливостта си, Ейжа прекратява работата си като еротична танцьорка, макар повечето от порно актрисите в Калифорния да били принудени да се занимават и с този бизнес от финансови съображения.
Постепенно Ейжа се заема самостоятелно да изучава уеб дизайн и през есента на 1996 прави своя собствена уеб страница. Тази страница е все още много посещавана макар Ейжа да се е оттеглила от порно бизнеса преди няколко години. Страницата ѝ се отличава с некомерсиалност и непринуденост. В резултат на уеб присъствието си Ейжа се сдобива с голям брой верни почитатели, които не пропускат да ѝ пратят подаръци всяка година за рождения и ден, като подаръците варират от кимона, пратени от японските ѝ почитатели, до твърди дискове; даже от фирмата „Адвансд Майкро Дивайсис“ ѝ подаряват компютърна система.
След като нейният договор с Вивид изтича в средата на 90-те, Ейжа си прави пиърсинг на дясната малка срамна устна и си закачва различни 1/2" златни халки. По това време си прави и уголемяване на гърдите от размер среден B до почти C. След това, тя има поне още една пластична операция и сега гърдите и са размер D, или по-голям.
Ейша участва в много малко анални сцени, като изчаква контрактът ѝ с Vivid да изтече и тогава участва в първата си анална сцена във филма A Is For Asia, който самата тя продуцирала. Въпреки че аналния секс се заплаща по-добре, Ейжа казва, че дори да е забавно, това не е от голямо значение за нейния живот и тя няма намерение да става „анална кралица“. Ейжа не е участвала в нито една междурасова сцена, защото смята, че това ще отблъсне голям брой почитатели.
Поставена е на 4-то място в класацията на списание „Комплекс“ – „Топ 50 на най-горещите азиатски порнозвезди за всички времена“, публикувана през септември 2011 г.

## Личен живот
Скоро след пристигането си в Калифорния Ейжа се жени за порно режисьорът Бъд Ли. С него се развеждат през 2003 г. след като живеят дълго време разделени. На 19 декември 2003 г. Ейжа Карера се омъжва за Дон Лемън - специалист по хранене и фитнес. Приблизително по същото време се оттегля от порно индустрията. Двойката се премества да живее в Юта където Карера ражда дъщеря, на 4 март, 2005. На 10 юни 2006, докато Ейжа е бременна в осмия месец с второто си дете, Дон Лемън загива при автомобилна катастрофа близо до Лас Вегас. Ейжа изразява притеснение за прехраната си и поддема кампания за събиране на дарения на нейната лична уебстраница.

## Награди и номинации
Номинации за индивидуални награди
- 2004: Номинация за AVN награда за най-добра поддържаща актриса (видео).[5]
- 2005: Номинация за AVN награда за най-добра поддържаща актриса (видео) – за изпълнението на ролята ѝ във филма „Фабрика“.[6]

Други признания и отличия
- 4-то място в класацията на списание „Комплекс“ – „Топ 50 на най-горещите азиатски порнозвезди за всички времена“, публикувана през месец септември 2011 г.[7]